# コノミテイオー
コノミテイオー（1991年4月8日 - 不明）は、日本の競走馬、種牡馬。
アラブダービー馬スマノダイドウを父に持つアングロアラブである。
主な勝ち鞍は楠賞全日本アラブ優駿（1994年）。

## 競走馬時代

### 3歳（1993年）
8月17日、園田競馬場のアラ系3才 新馬でデビューし、3着。2戦目の9月7日に初勝利をあげる。その後園田競馬場で2回、姫路競馬場で2回の計4回のアラ系3才に出走し10月13日の2着を除きすべて1着で入線した。そして迎えた園田ジュニアカップ、1番人気に支えられるもセンターキング（2番人気）の2着。その差は2馬身差だった。

### 4歳（1994年）
4歳初戦となった1月19日の菊水賞Tr OPでは、エリモチャンスの3着。その後は姫路競馬のアラ系4才 2着を経て、同じく姫路競馬のアラ系4才 OPにて2着馬に6馬身もの差をつけ完勝。楠賞全日本アラブ優駿の前哨戦に当たる全日本アラブ優駿Tr OPでは6番人気ビクトリーガンバの2着。そして迎えた5月18日の楠賞全日本アラブ優駿、6戦6勝中の園田の牝馬カオリビジンや名古屋の怪物ヘイセイパウエルが出場する中、2着馬カオリビジンに4馬身差でゴールイン。コノミテイオーはこのレースを最後に引退、有終の美を飾る形で種牡馬入りを果たす。

## エピソード
- 楠賞全日本アラブ優駿ではゴール直前に吉田勝彦アナウンサーが「兵庫の馬でどうしようもない」と実況している[4]が、この実況は2002年のマイルチャンピオンシップ南部杯で及川暁アナウンサーが「岩手の馬でどうしようもない」とリスペクト的な実況[5]をしている。

- 楠賞全日本アラブ優駿では名古屋で11戦10勝の実績を持つヘイセイパウエルが1番人気であったが、スタートで出遅れた上、終始外々を回る展開となり、直線でもじりじりとしか伸びず3着、のじぎく賞勝ちで2番人気のカオリビジンは終始後方からの競馬で4コーナーでは大外に持ち出し、ほぼ直線だけの競馬をしてゴール寸前でヘイセイパウエルをかわして2着に入ったのに対し、コノミテイオーは好位から4コーナーで内をついてスパートし、4コーナーだけで4～5馬身のセーフティリードを確保するという会心の騎乗であった[4]。

## 競走成績
以下の内容は、JBISサーチの情報に基づく。
| 競走日 | 競走日 | 競馬場 | 競走名                | 格 | 頭 数 | 枠 番 | 馬 番 | オッズ （人気） | 着順 | 騎手        | 斤量 [kg] | 距離（馬場）    | タイム （上り3F） | タイム 差 | 1着馬（2着馬）       |
| ------ | ------ | ------ | --------------------- | -- | ----- | ----- | ----- | --------------- | ---- | ----------- | --------- | --------------- | ----------------- | --------- | -------------------- |
| 1993.  | 08.17  | 園田   | アラ系3歳 新馬        |    | 9     |       | 2     | 00-（7人）      | 03着 | 0寺嶋正勝   | 54        | ダ800m（不）    | 50.2 (-)          | -0.6      | イリュウドラゴン     |
|        | 09.07  | 園田   | アラ系3歳             |    | 8     |       | 4     | 00-（1人）      | 01着 | 0寺嶋正勝   | 54        | ダ800m（稍重）  | 50.6(-)           | -1.9      | （アインショーター） |
|        | 09.22  | 園田   | アラ系3歳             |    | 7     |       | 1     | 00-（1人）      | 01着 | 0寺嶋正勝   | 54        | ダ1300m（稍重） | 1:28.1(-)         | -0.1      | （イリュウドラゴン） |
|        | 10.13  | 園田   | アラ系3歳             |    | 10    |       | 1     | 00-（4人）      | 02着 | 0寺嶋正勝   | 54        | ダ1300m（稍重） | 1:27.5(-)         | -0.2      | オタルシスター       |
|        | 11.09  | 姫路   | アラ系3歳             |    | 9     |       | 4     | 00-（1人）      | 01着 | 0藤川洋一郎 | 54        | ダ1500m（良）   | 1:43.0(-)         | -0.3      | （ゴッド）           |
|        | 12.01  | 姫路   | アラ系3歳             |    | 12    |       | 12    | 00-（1人）      | 01着 | 0藤川洋一郎 | 54        | ダ1500m（不）   | 1:39.8(-)         | -0.3      | （テンリコスモ）     |
|        | 12.29  | 園田   | 園田ジュニアカップ    |    | 11    |       | 11    | 00-（1人）      | 02着 | 0小牧太     | 54        | ダ1630m（稍重） | 1:51.9(-)         | -0.4      | センターキング       |
| 1994.  | 01.19  | 園田   | 菊水賞Tr OP           |    | 10    |       | 5     | 00-（2人）      | 03着 | 0藤川洋一郎 | 55        | ダ1630m（不）   | 1:50.0(-)         | -1.0      | エリモチャンス       |
|        | 03.09  | 姫路   | アラ系4才             |    | 10    |       | 7     | 00-（1人）      | 02着 | 0森繁       | 54        | ダ1500m（不）   | 1:38.8(-)         | -0.1      | ミヤジビジョン       |
|        | 03.30  | 姫路   | アラ系4才 OP          |    | 10    |       | 10    | 00-（1人）      | 01着 | 0小牧太     | 55        | ダ1500m（良）   | 1:40.2(-)         | -1.2      | （サンユウダンディ） |
|        | 04.20  | 園田   | 全日本アラブ優駿Tr OP |    | 9     |       | 8     | 00-（1人）      | 02着 | 0小牧太     | 54        | ダ1800m（良）   | 2:02.1(-)         | -0.2      | ビクトリーガンバ     |
|        | 05.18  | 園田   | 楠賞全日本アラブ優駿  |    | 12    |       | 1     | 00-（3人）      | 01着 | 0小牧太     | 55        | ダ2300m（稍重） | 2:40.6(-)         | -0.8      | （カオリビジン）     |

## 種牡馬時代
コノミテイオーは種牡馬として1996年から2003年まで供用され総産駒数は99頭に上る。産駒による通算勝利数は249勝にも上り、種牡馬として自らの優れた能力を後世に伝えた。種牡馬引退後の動向は不明。

## 主な産駒
- 1996年産
  - イケノエメラルド（アラブ王冠）
  - テイオーノカガヤキ（サマーC）
- 1997年産
  - ファストテイオー（はがくれ賞）
- 1998年産
  - セブンテイオー（ケンタウロスC A ニ着）
- 1999年産
  - コノミポールスター（はがくれ賞 ニ着）

### ブルードメアサイアーとしての産駒
- 2008年産
  - ゴーディー（サラ系、サンタアニタトロフィー2回、父プレシャスカフェ）

## 血統表
| コノミテイオーの血統         | コノミテイオーの血統             | コノミテイオーの血統     | （血統表の出典） | （血統表の出典） |
| 父 *スマノダイドウ 1970 鹿毛 | 父の父ミトタカラ 1956 栗毛       | タカクラヤマ 1947 鹿毛   | セフト           | セフト           |
| 父 *スマノダイドウ 1970 鹿毛 | 父の父ミトタカラ 1956 栗毛       | タカクラヤマ 1947 鹿毛   | 峰城             |                  |
| 父 *スマノダイドウ 1970 鹿毛 | 父の父ミトタカラ 1956 栗毛       | 金友 1949 鹿毛           | フアヘツド       | フアヘツド       |
| 父 *スマノダイドウ 1970 鹿毛 | 父の父ミトタカラ 1956 栗毛       | 金友 1949 鹿毛           | 逸錦             |                  |
| 父 *スマノダイドウ 1970 鹿毛 | 父の母トキノメジロ 1964          | メジロオー 1958 黒鹿毛   | ゲイタイム       | ゲイタイム       |
| 父 *スマノダイドウ 1970 鹿毛 | 父の母トキノメジロ 1964          | メジロオー 1958 黒鹿毛   | キヨハ           |                  |
| 父 *スマノダイドウ 1970 鹿毛 | 父の母トキノメジロ 1964          | トキノハツエ 1956 鹿毛   | トキデンコー     | トキデンコー     |
| 父 *スマノダイドウ 1970 鹿毛 | 父の母トキノメジロ 1964          | トキノハツエ 1956 鹿毛   | 第二一風         |                  |
| 母 *アマノユカリ 1984 栗毛   | 母の父タガミホマレ 1962 栗毛     | ミネフジ 1947 黒鹿毛     | バラツケー       | バラツケー       |
| 母 *アマノユカリ 1984 栗毛   | 母の父タガミホマレ 1962 栗毛     | ミネフジ 1947 黒鹿毛     | 梅橋             |                  |
| 母 *アマノユカリ 1984 栗毛   | 母の父タガミホマレ 1962 栗毛     | バイオレツト 1953 鹿毛   | ミネオカ         | ミネオカ         |
| 母 *アマノユカリ 1984 栗毛   | 母の父タガミホマレ 1962 栗毛     | バイオレツト 1953 鹿毛   | 第三谷川         |                  |
| 母 *アマノユカリ 1984 栗毛   | 母の母クレバーイーグル 1979 栗毛 | スカレー 1969 鹿毛       | エルシド         | エルシド         |
| 母 *アマノユカリ 1984 栗毛   | 母の母クレバーイーグル 1979 栗毛 | スカレー 1969 鹿毛       | トモスカツプ     |                  |
| 母 *アマノユカリ 1984 栗毛   | 母の母クレバーイーグル 1979 栗毛 | ローゼンクイン 1965 栗毛 | センジュ         | センジュ         |
| 母 *アマノユカリ 1984 栗毛   | 母の母クレバーイーグル 1979 栗毛 | ローゼンクイン 1965 栗毛 | ローゼンモルゲン |                  |